# Bruno Mondi
Bruno Mondi, född 30 september 1903 i dåvarande Schwetz, Västpreussen, nu Świecie, Polen, död 18 juli 1991 i Berlin, var en tysk filmfotograf. Mondi började sitt arbete som filmfotograf under Weimarrepubliken och blev snabbt en etablerad filmarbetare. Efter nazisternas maktövertagande kom han så småningom att bli regissören Veit Harlans föredragna fotograf och stod under 1940-talet för fotot till några av tidens mest pregnanta propagandafilmer. Flera av dessa spelades in i färg i det dyra formatet Agfacolor. Efter kriget kunde han fortsätta arbeta och filmade bland annat Wolfgang Staudtes antifascistiska Människor i Berlin 1949. På 1950-talet fotade han flera av Romy Schneiders populära kostymfilmer. Mondi var verksam till 1960-talets slut.

## Filmfoto (i urval)
- 1921 – Den obesegrade döden
- 1929 – Autobus Nr. 2
- 1931 – Galna änkan
- 1931 – Charlottes husar
- 1933 – Vilda Veronika
- 1934 – Han gick kökstrappan
- 1935 – Den maskerade hertigen
- 1936 – Blomsterflickan
- 1936 – Kring drottningen
- 1937 – Fridericus
- 1938 – Du och jag
- 1942 – Den gyllene staden
- 1942 – Den store segraren
- 1943 – Näckrosen
- 1944 – Vildfågel
- 1945 – Brinnande hjärtan
- 1947 – Wozzeck
- 1949 – Människor i Berlin
- 1954 – Första valsen
- 1955 – Det hände i Wien
- 1955 – Sissi
- 1956 – Sissi – den unga kejsarinnan
- 1956 – Operabalen
- 1957 – Sissi – älskad kejsarinna
- 1958 – Jungfruburen
- 1958 – Resan till Rom
- 1959 – Han gick genom väggen